# 塞特-埃甘
塞特-埃甘（法語：Cette-Eygun，法語發音：[sɛt eɡœ̃]）是法国大西洋比利牛斯省的一个市镇，位于该省东南部，属于奥洛龙-圣玛丽区。

## 地理
塞特-埃甘（42°56'11"N, 0°35'21"W）面积18.97 平方千米，位于法国新阿基坦大区大西洋比利牛斯省，该省份为法国东南部省份，涵盖了贝阿恩与北巴斯克，西临大西洋比斯開灣，北至朗德省，东北接热尔省，东临上比利牛斯省，南与西班牙接壤。
与塞特-埃甘接壤的市镇（或旧市镇、城区）包括：阿库斯、博尔斯、埃措特、拉兰斯。

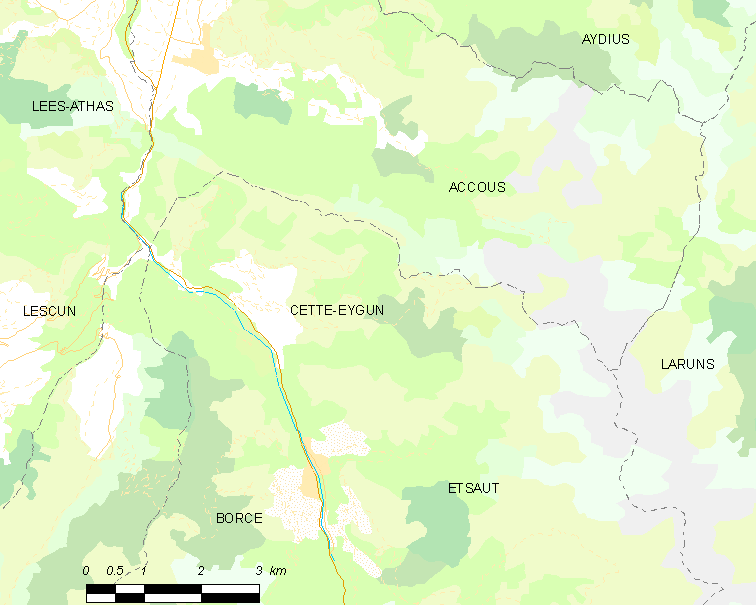
塞特-埃甘的OSM定位图

塞特-埃甘的时区为UTC+01:00、UTC+02:00（夏令时）。

## 行政
塞特-埃甘的邮政编码为64490，INSEE市镇编码为64185。

## 政治
塞特-埃甘所属的省级选区为奥洛龙-圣玛丽第一县。

## 人口

1962-2008年间塞特-埃甘人口变化图示

塞特-埃甘于2022年1月1日时的人口数量为59人。